# 조니 루이스
조니 루이스(영어: Johnny Kendrick Lewis, 1983년 10월 29일 ~ 2012년 9월 26일)는 미국의 배우이다. 하프색 엡스, 에이리언 VS. 프레데터 2, 런어웨이즈 등의 여러 영화와 드라마에 출연하였다. 한때 케이티 페리와 연인 사이였다. 2012년 9월 26일 자신이 살던 로스앤젤레스 시내의 아파트 부근 도로에서 숨진 채 발견되었는데, 집주인 캐서린 데이비스의 목을 조르고 둔기로 살해한 후, 투신자살한 것으로 알려졌다. 데이비스의 애완 고양이 제시도 욕실에서 죽은 채 발견되었다. 향년 30세